# Халил-улла I
Халил-улла I — ширваншах (правитель Ширвана) из династии Дербенди.
В 1420 году скончался Кара Юсуф правитель Кара-Коюнлу и большинство его эмиров разбежались. В 1420 году Шахрух, сын эмира Тимура, после занятия Тебриза, перешёл Аракс и занял Карабах. 17 декабря 1420 года Ширваншах Халил-улла вместе со своим братом Минучихром прибыл в ставку Шахруха с многочисленными подарками. Он был очень хорошо встречен Шахрухом. Шахрух принял к себе на службу Минучихра. В среду 3 апреля 1421 года состоялась свадьба Ширваншаха Халил-улла с дочерью Абу Бакра (внука Тимура).
Во время вторжения Искендера (сына Кара Юсуфа) в Ширван в 1425 году, братья ширваншаха Кейкубад, Исхак и Хашим восстали против него. При поддержке Шахруха, Халил-улла подавил восстание и казнил своих братьев. В 1427/8 году Искендер снова вторгся в Ширван и разграбил его. В 1432 году сын Искендера Ярали с 2 тысячным войском бежал в Ширван. На требование Искендера выдачи Ярали ширваншах ответил отказом. Посадив Ярали вместе с его воинами на корабли Халил-улла отправил его морским путём в Герат к Шахруху. В 1433/4 году Искендер вновь совершил разрушительный поход на Ширван.
В 1460 году Шейх Джунейд с 10-тысячным войском вторгся в Ширван под предлогом войны . Однако Ширваншах Халил-улла разгадал замысел Шейх Джунейда по захвату Ширвана, и при поддержке Джаханшаха выступил против него. В 1460 году произошла битва на берегу реки Самур у села Гапцах в результате которого, войска Шейх Джунейда были разгромлены, а сам он убит. Это событие положило начало кровной вражде между Ширваншахами и Сефевидами, что привело к дальнейшему падению государства Ширваншахов.
При Халил-улле I была возведена основная часть Дворца Ширваншахов в Баку, а также построены многочисленные караван-сараи, бани, овданы и другие объекты по всему Ширвану. При дворце Халил уллы I в Баку возникла академия. Там трудились мыслители и учёные со всего Ширвана. Наиболее знаменитым учёным был философ-суфий Сейид Йахья Бакуви. В 1434 году Шахрух в ответ на просьбу Ширваншаха помочь ему в борьбе с Искендером, выступил в поход на Азербайджан. Искендер потерпел поражение от Шахруха и бежал в крепость Алинджу.
В Военном музее в Стамбуле хранятся кольчуга и шлем Халил-уллы I.

## Галерея

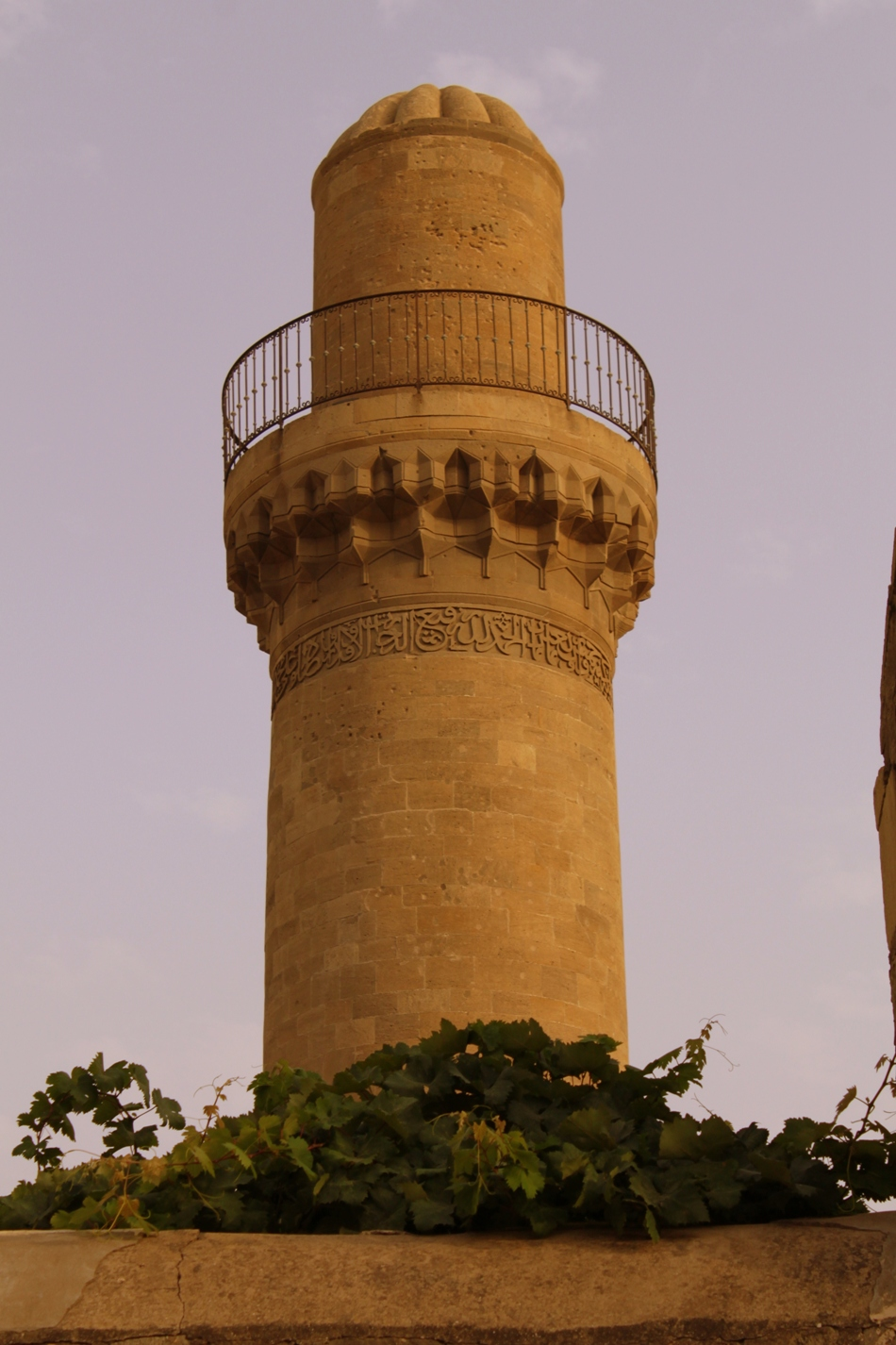
Минарет Дворцовой мечети в Баку с надписью, называющей имя Халил-уллы I и дату 845 (1441/42 г.)
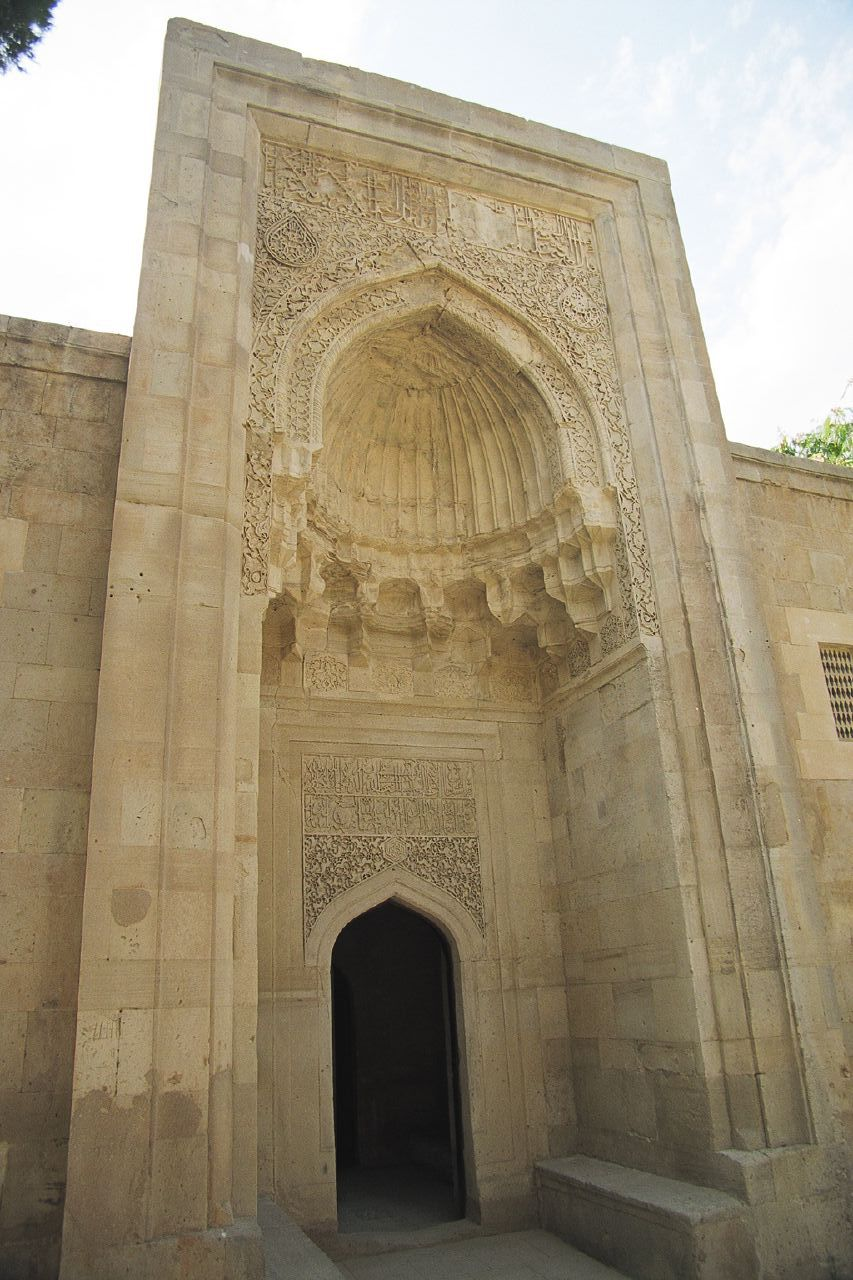
Портал усыпальницы ширваншахов с надписью, называющей имя Халил-уллы I и дату 839 (1435/6 г.)
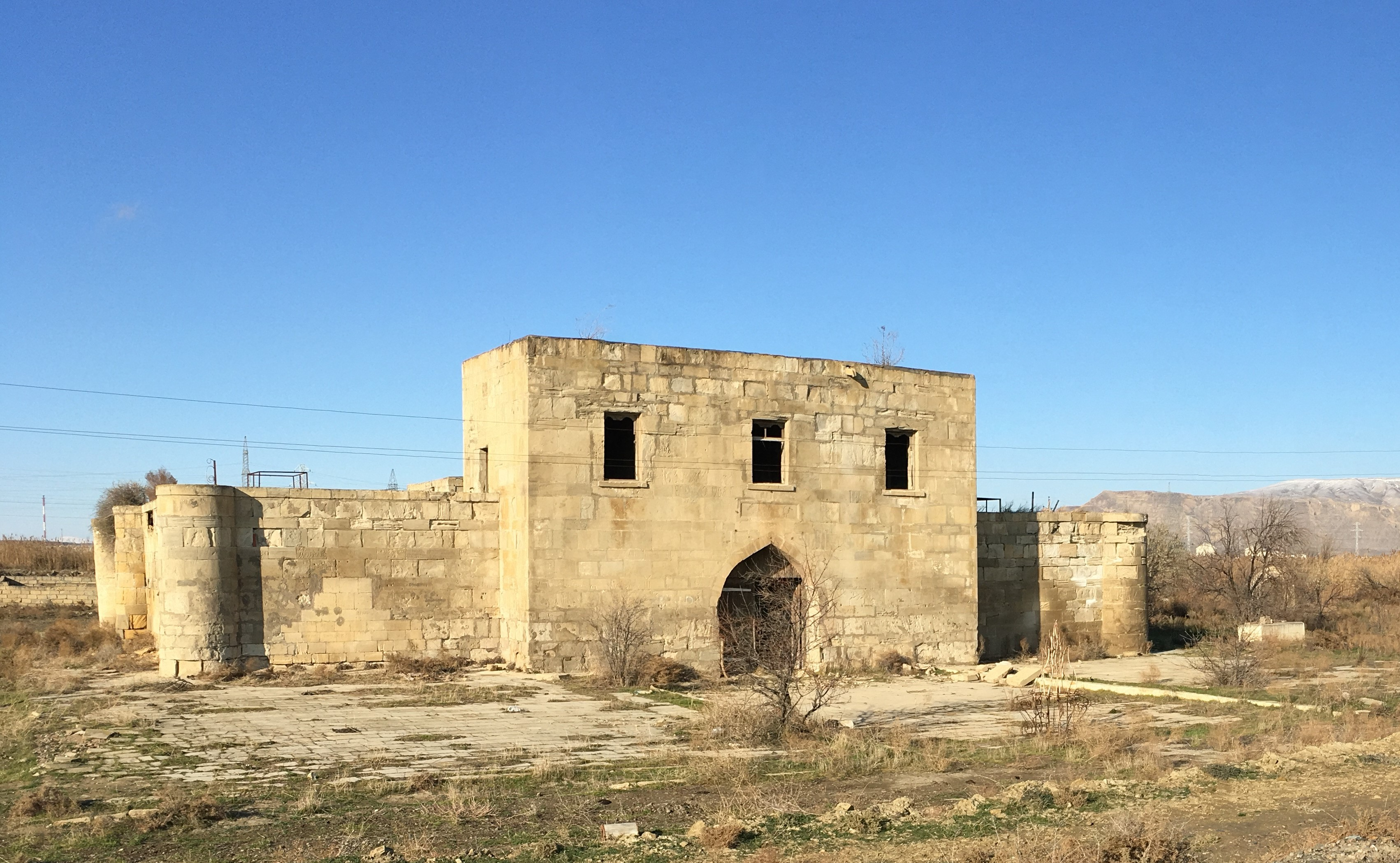
Сангачальский караван-сарай с надписью, сообщающей её постройку по приказу Халил-уллы I (1439-1440 гг.)